# Bitter-Leidens-Altar

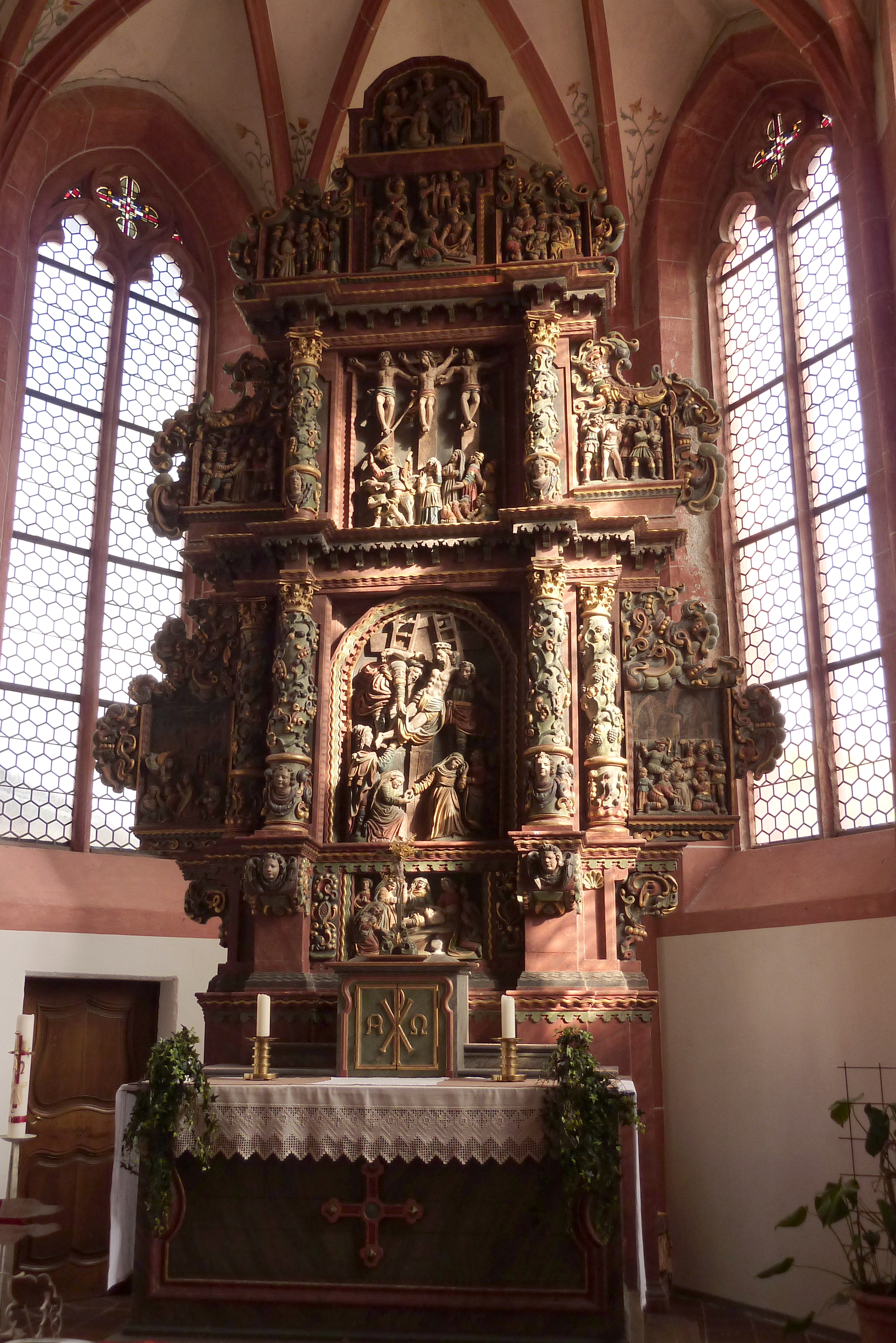
Bitter-Leidens-Altar im rechten Chorraum der Wallfahrtskirche Mater Dolorosa in Driesch

Der Bitter-Leidens-Altar ist ein barocker Schnitzaltar, auf dem die Leidensgeschichte Jesu dargestellt ist. Er befindet sich in der Wallfahrtskirche Mater Dolorosa in Driesch, einem Ortsteil von Lutzerath im Landkreis Cochem-Zell in Rheinland-Pfalz.

## Geschichte

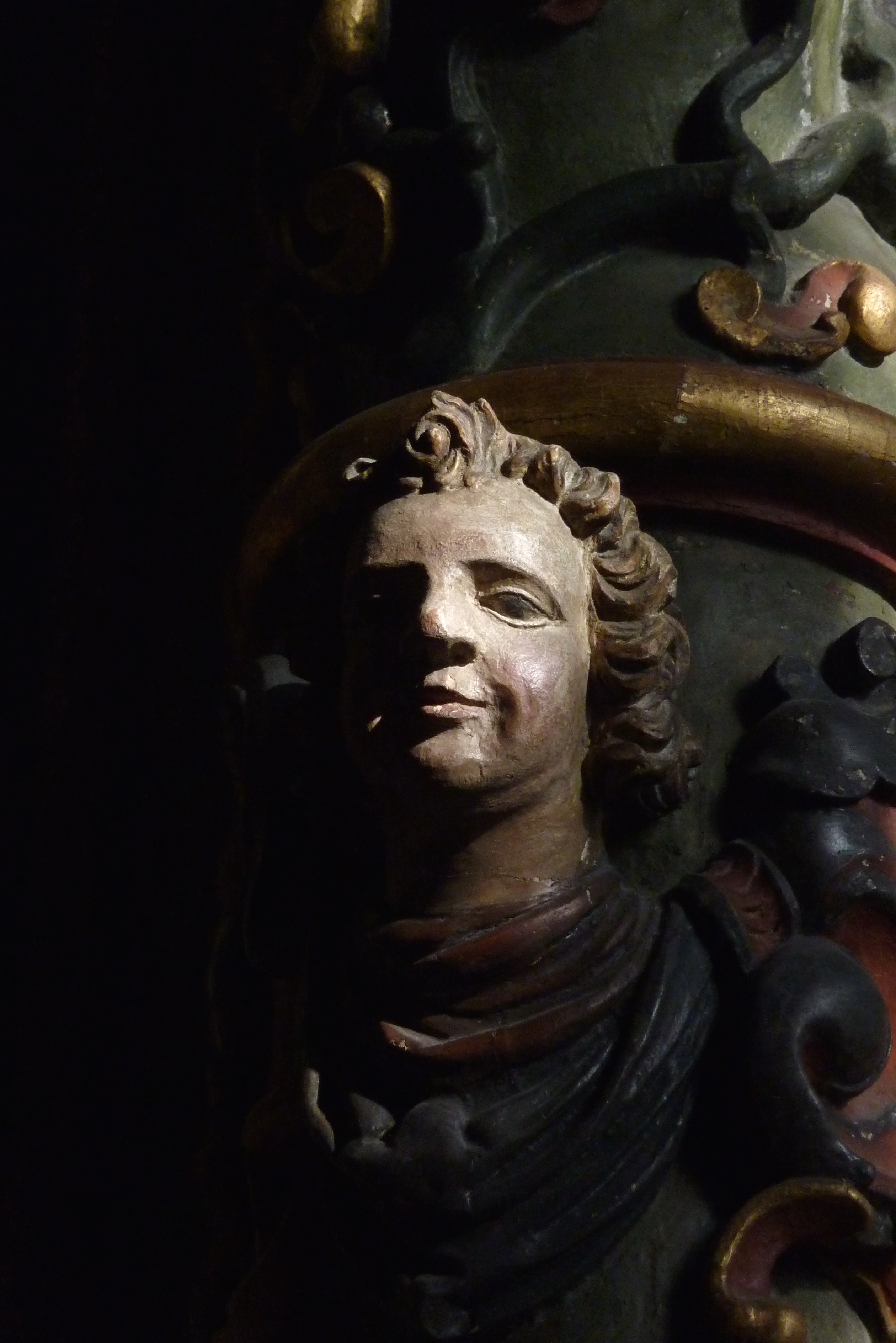
Engelskopf

Nach mündlicher Überlieferung wurde der Altar um 1672 im linken Chorraum der Wallfahrtskirche von Driesch aufgestellt. Über den Bildschnitzer sind keine schriftlichen Unterlagen vorhanden. Hartnäckig hält sich die Annahme, dass ein Schreiner namens Bartholomäus Hammes aus Alflen den Altar geschaffen hat. Einen solchen hat es aber nie gegeben. Es handelt sich bei ihm vielmehr um eine rein fiktive Figur in der Legendensammlung Am Sagenborn der Heimat, die zunächst ungeprüft von Ernst Wackenroder übernommen wurde und damit Eingang in die kunstgeschichtliche Literatur fand. Vieles spricht hingegen dafür, dass der wohl aus Süddeutschland nach Alflen eingewanderte Maurer Bartholomäus Nader alias Meister Barthel der Meuher den Altar geschaffen hat.
Bei einer Renovierung im Jahr 1868/69 wurde der Altar mit grauer Farbe überstrichen. 1940 fand Dechant Alois Breidt den Altar „in einem trostlosen Zustand, vom Holzwurm übel mitgenommen, in häßlichem Steingrau gestrichen und zudem in dieser dunklen Ecke ganz unbeachtet“ vor, wie er in der Pfarrchronik berichtet. Er ließ den Altar 1941/42 in der Werkstatt von Karl Port in Münstermaifeld restaurieren und danach als Hauptaltar im rechten Chor aufstellen. 

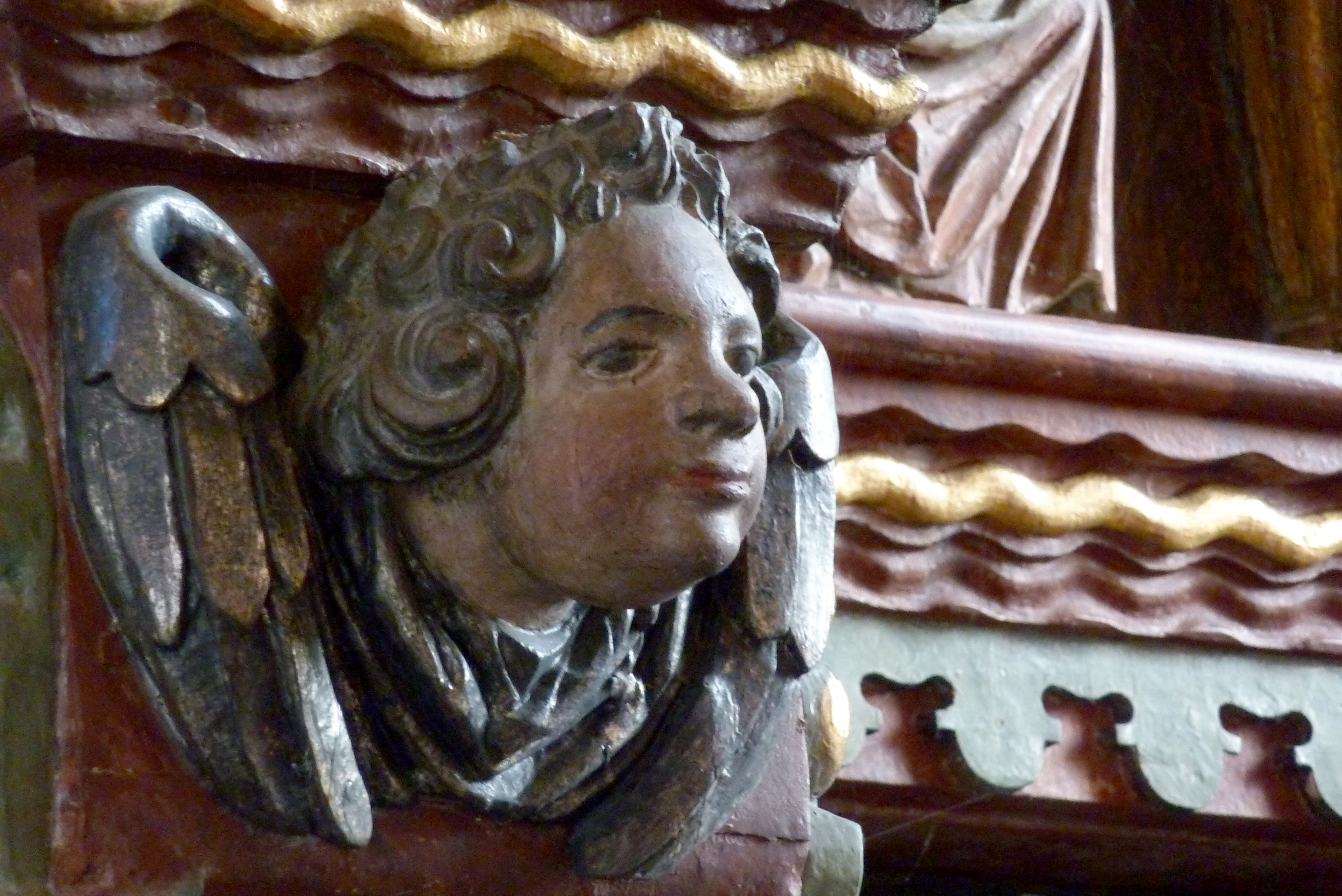
Engelskopf

## Beschreibung
Der Altar ist in drei Aufsätze gegliedert und besteht aus elf Relieftafeln, auf denen in figurenreichen Szenen die Leidensgeschichte Jesu dargestellt ist. Die äußere linke Tafel des ersten Aufsatzes stellt Jesus und die schlafenden Jünger am Ölberg dar. Jesus kniet demütig vor einem Engel, der ihm einen Kelch vor Augen führt. Die linke Tafel des zweiten Aufsatzes zeigt die Gefangennahme Jesu und die darüberliegende äußere Tafel des dritten Aufsatzes die Vorführung Jesu vor Kaiphas. Die Szenen werden auf den äußeren rechten Tafeln fortgesetzt. Die untere Tafel stellt die Verhöhnung Jesu dar, danach folgt die Geißelung und auf der oberen Tafel die Dornenkrönung.
Auf den äußeren unteren Tafeln wurde die spätere Übermalung mit Ölfarbe entfernt und die ursprüngliche Tempera-Malerei wieder freigelegt. Hinter der Ölbergszene kann man eine Palmen- und Felsenlandschaft und ein Stadttor von Jerusalem erkennen. Die Malerei im Hintergrund der Verhöhnung Christi gibt den Innenraum eines Tempels mit spätgotischer Spitzbogenarchitektur wieder, in dem ein Rauchopfer dargebracht wird. 

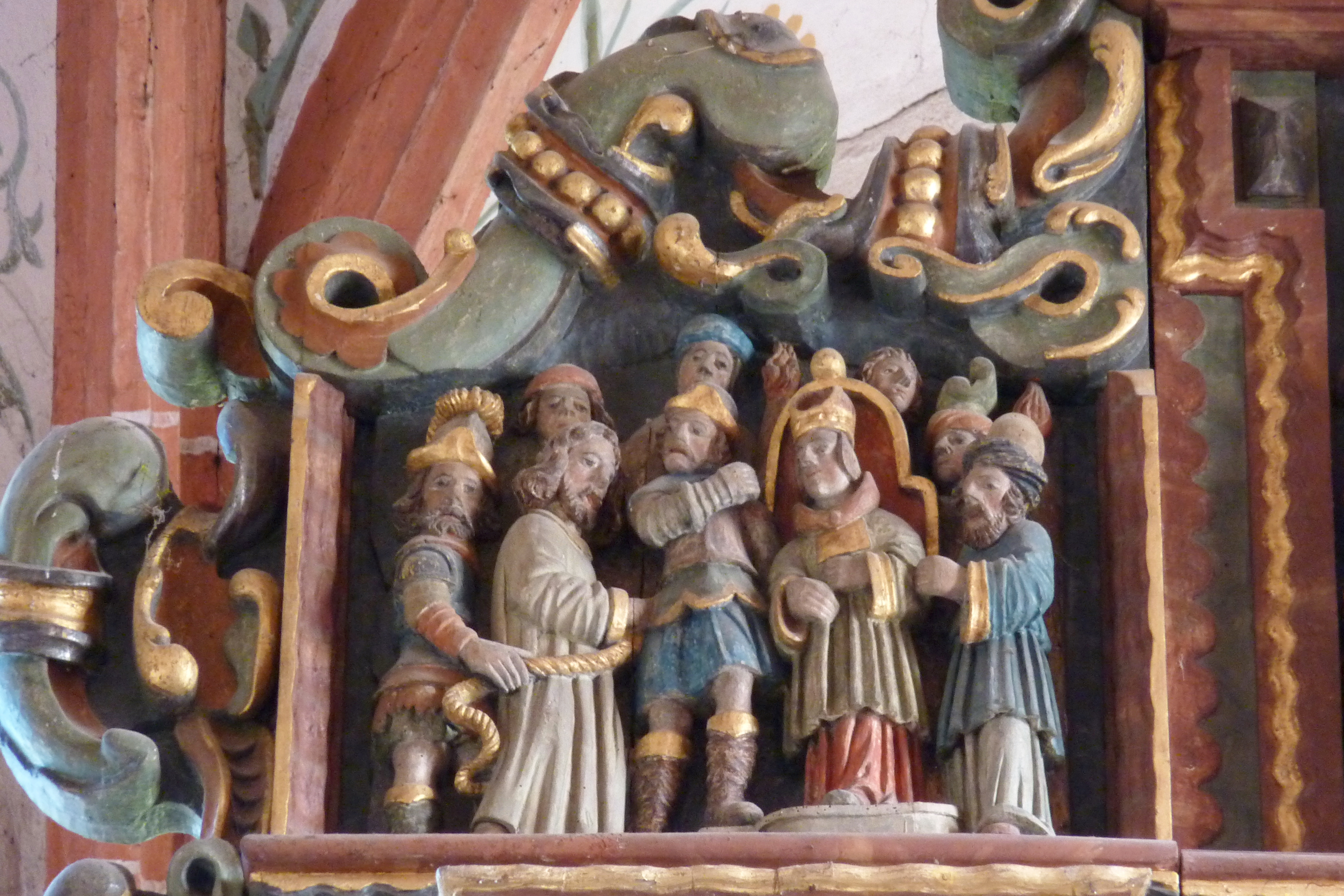
Jesus wird vor Gericht geführt
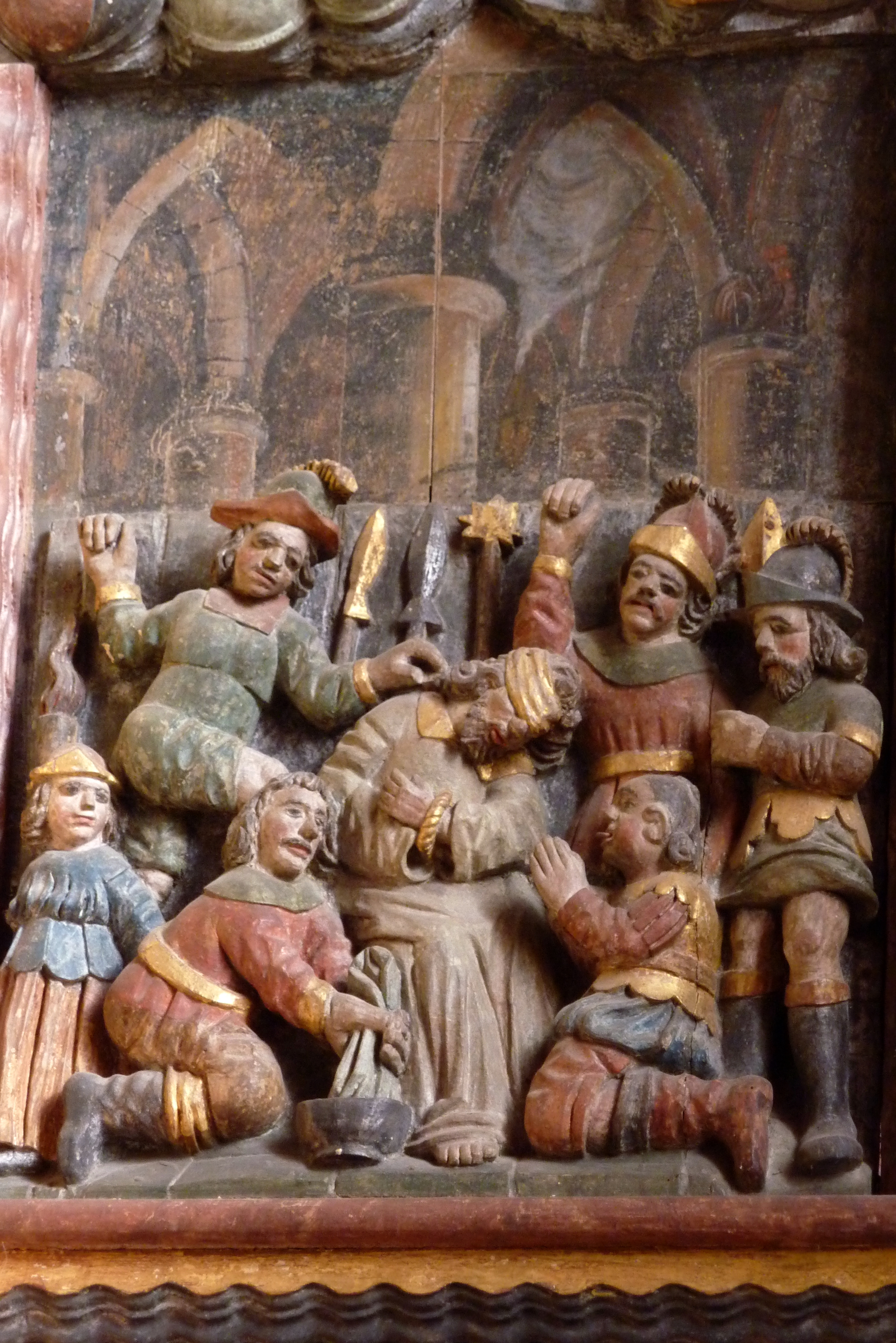
Verhöhnung Jesu
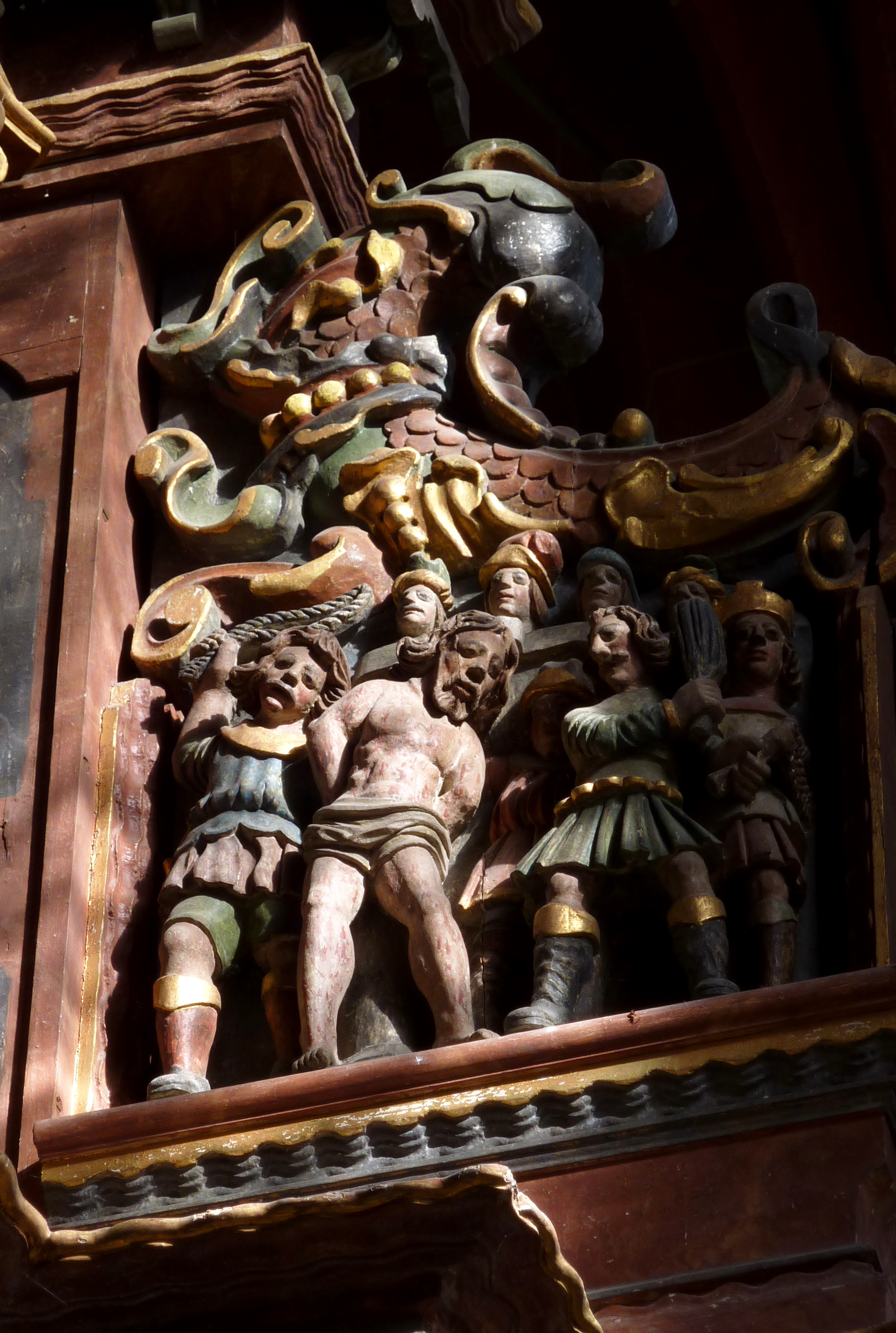
Geißelung Jesu

Die wichtigsten Szenen der Passion nehmen die Mitte des Altars ein. Den oberen Abschluss bildet eine Szene der Kreuztragung, auf der Szene darunter wird Christus an das Kreuz geschlagen.
Der erste und zweite Aufsatz ist mit gewundenen Säulen besetzt, die mit Weinranken und Engelsköpfen verziert sind. Die mittleren Tafeln dieser beiden Aufsätze sind durch größere Figuren hervorgehoben. Die zentrale Tafel des zweiten Aufsatzes zeigt Christus am Kreuz zwischen den beiden Schächern. Ein Soldat sticht Jesus mit der Lanze in die Seite, andere Soldaten kauern neben den trauernden Frauen am Fuße des Kreuzes und würfeln. Die mittlere Tafel des ersten Aufsatzes wird von einem Rundbogen gerahmt und stellt die Kreuzabnahme dar. Die Relieftafel des Sockels zeigt die Grablegung.

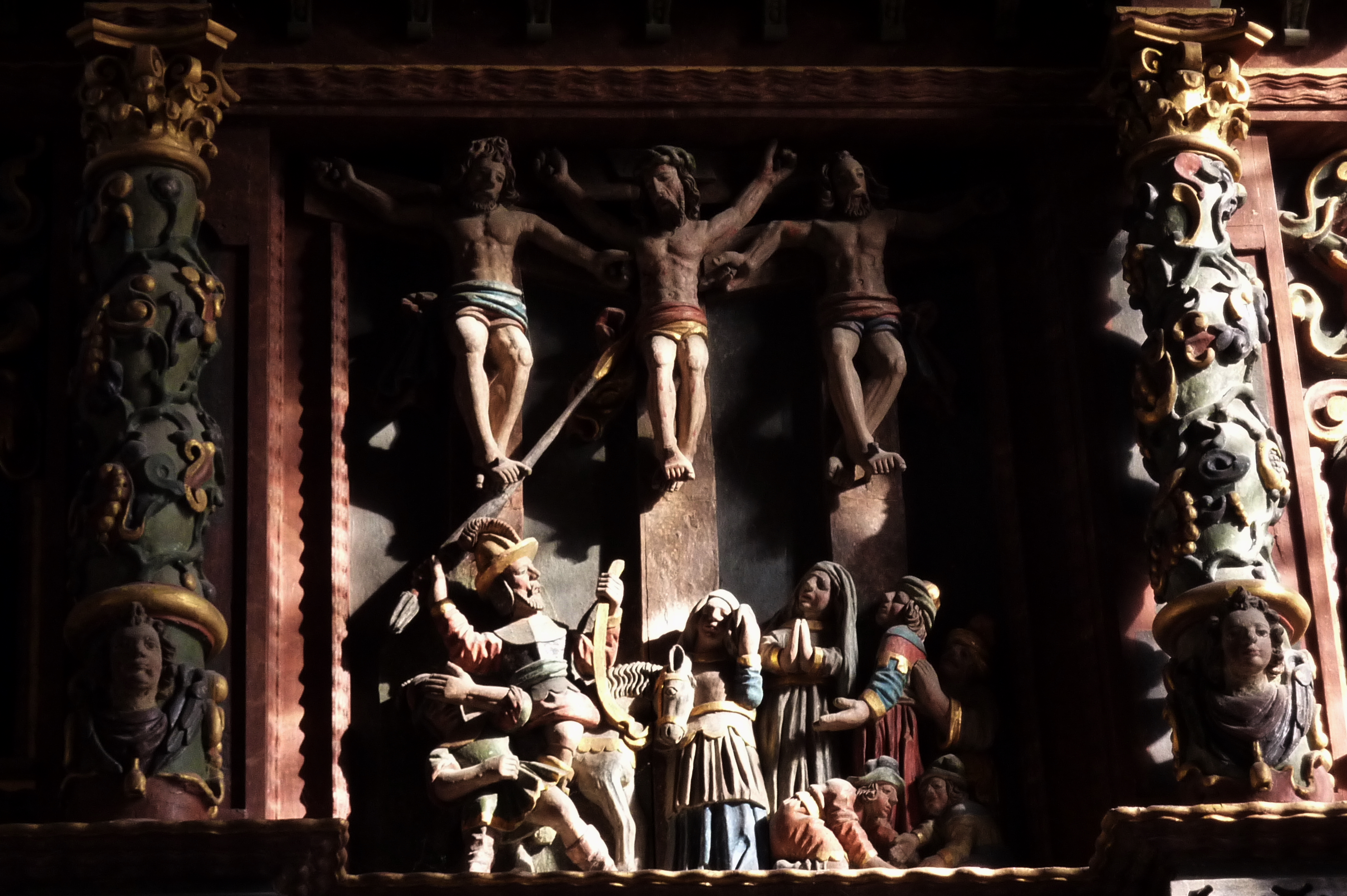
Kreuzigung
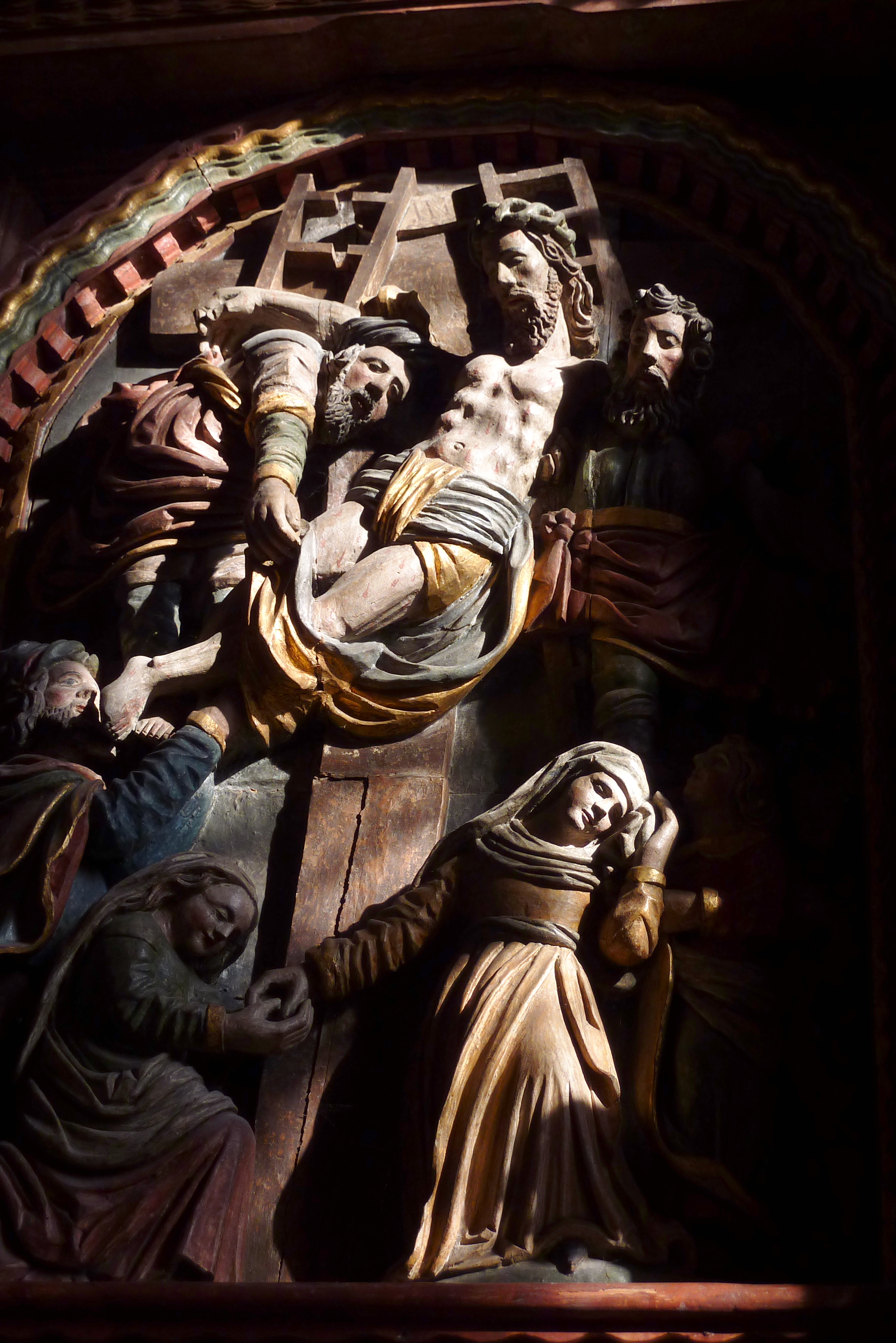
Kreuzabnahme
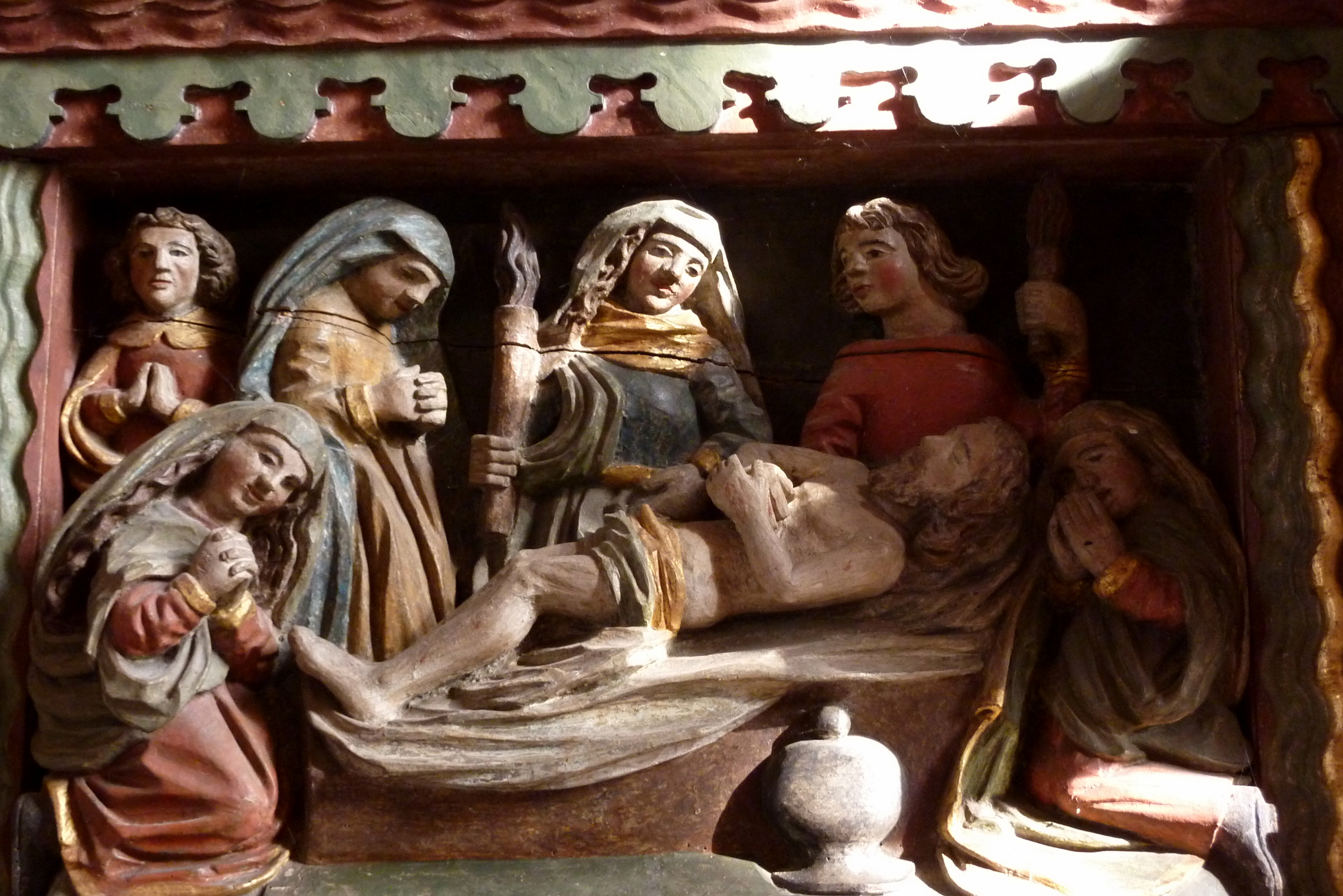
Grablegung